# Province de Bastia
La province de Bastia est une ancienne division territoriale de la Corse, créée par l'administration génoise et remplacée le 15 janvier 1790 sous l'administration française par les districts de Bastia et de La Porta. Son chef-lieu était Bastia.

## Géographie
La province de Bastia comprend la partie nord-orientale de l'En-Deçà-des-Monts (correspondant à l'actuelle Haute-Corse). Elle est bornée au nord-ouest par le massif du Monte Astu, au sud-ouest par le massif du Monte Cinto et au sud par le massif du Monte San Petrone. Elle est notamment irriguée par le Golo, fleuve le plus long de Corse. Elle inclut la majeure partie de la Castagniccia.
La province de Bastia avait pour provinces limitrophes celles du Cap Corse au nord, du Nebbio et de la Balagne au nord-ouest, de Calvi à l'ouest, de Corte au sud-ouest et d'Aléria au sud.

## Composition
La province génoise de Bastia comprenait les pièves suivantes :
- Lota ;
- Orto ;
- Marana ;
- Costiera ;
- Canale ;
- Caccia ;
- Rostino ;
- Casacconi ;
- Casinca ;
- Ampugnani ;
- Orezza ;
- Tavagna ;
- Moriani.

## Histoire

### Temps modernes
Vers 1520, la "cité" de Bastia avait une population de 1 850 habitants. Elle était composé des quartiers de Terra Vecchia et Terra Nuova.
Au début du XVIIe siècle, la pieve d'Orto qui se trouvait dans la juridiction civile de Bastia, incluait la ville de Bastia.
- 1739 - La monarchie française envoie en Corse un puissant corps expéditionnaire commandé par le marquis de Maillebois. Celui-ci fait opérer au mois de juin 1740, un dénombrement général de l'île[2] qui avait donné pour la juridiction de Bastia les résultats suivants :

| Juridictions ou fiefs Pieves qui en dépendent & nombre des villages | Nombre de feux | Nombre d'habitants |
| ------------------------------------------------------------------- | -------------- | ------------------ |
| Ville de Bastia                                                     | 1 200          | 5 400              |
| Pietrabugno : 4 villages                                            | 88             | 394                |
| Lota : 3 villages                                                   | 137            | 814                |
| Orto : 2 villages                                                   | 90             | 395                |
| Bigorno : 5 villages                                                | 263            | 1 164              |
| Mariana : 3 villages                                                | 149            | 674                |
| Petralba : 3 villages                                               | 148            | 685                |
| Casinca : 8 villages                                                | 508            | 2 320              |
| Casaconi : 6 villages                                               | 447            | 1 950              |
| Tavagna : 12 villages                                               | 420            | 871                |
| Moriani : 5 villages                                                | 459            | 2 026              |
| Caccia : 5 villages                                                 | 383            | 1 687              |
| Rostino : 9 villages                                                | 504            | 2 293              |
| Ampugnani : 14 villages                                             | 810            | 3 542              |
| Orezza : 16 villages                                                | 817            | 3 617              |
| Total de cette juridiction :                                        | 6 473          | 28 841             |

Cette juridiction (ou district des pièves) est la plus importante de l'île : elle en renferme la capitale & contient environ le quart des habitants qui y sont ; mais encore les pays qui en dépendent sont les plus fertiles et abondants en denrées de toutes espèces dont les habitants peuvent avoir le débouché par mer. Il n'y a que les pièves de Caccia, Rostino, Orezza, Ampugnani & Casacconi qui n’en soient point à portée.

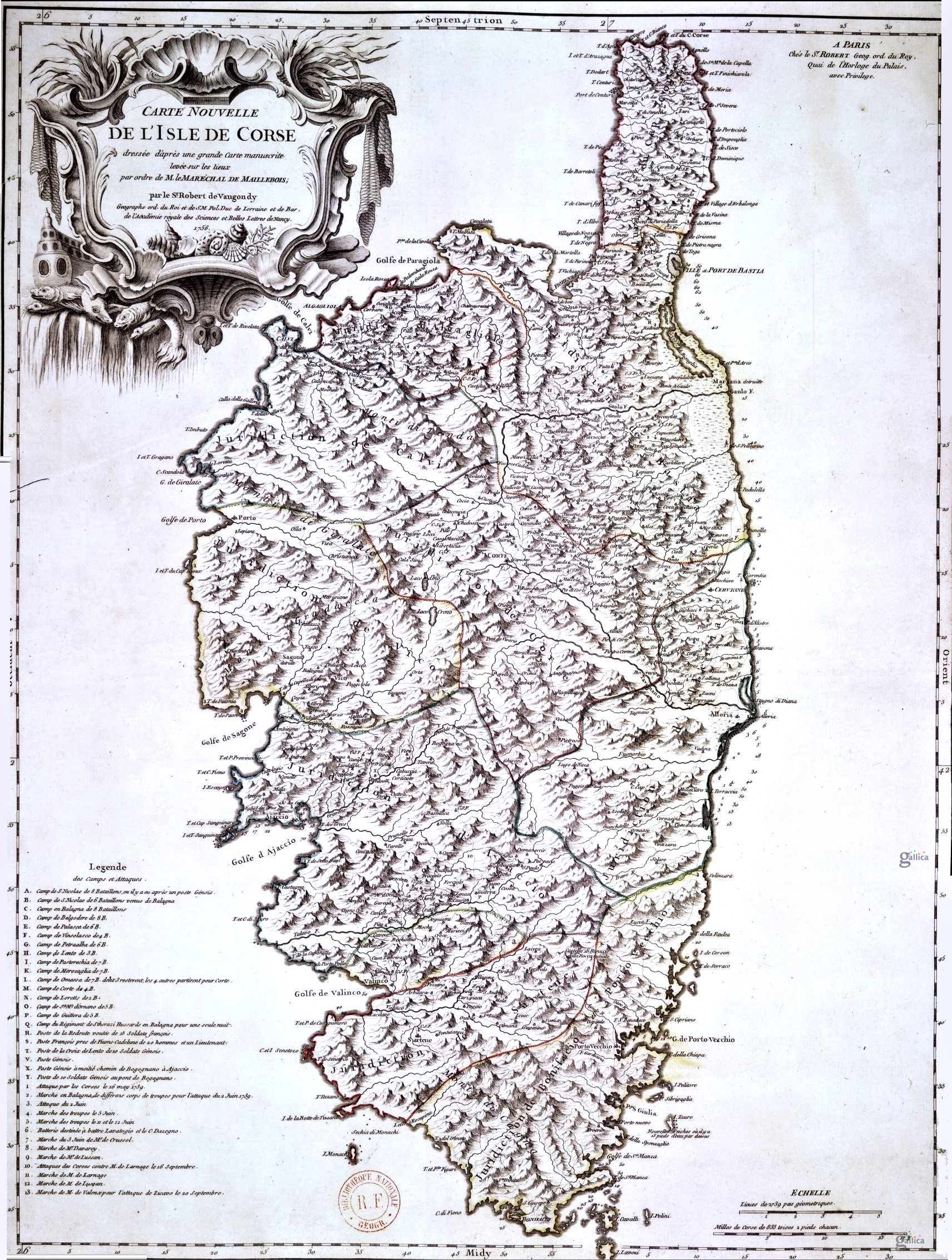
Juridictions de Corse 1756.

- 1756 - Sur ordre du maréchal de Maillebois, Robert de Vaugondy dresse une carte militaire des juridictions de Corse.
- 1768 - Dans son rapport dressé[Note 1], à la demande de Gênes, l'abbé Francesco Maria Accinelli écrit : « la Giurisditione di Bastia : Contiene questa 19 Pievi, comprese 5 della Giurisditione, e Provincia del Nebbio, e sono Otta, Petrabugno, Orto, Mariana, Bigorno, Caccia, Petralba, Casaconi Rostino, Casinca Tavagna, Ampugnani Orezza e Moriani »[3].

Plus loin, il écrit : « La Pieve di Orto, ora quasi rouinata era avanti numerosa di 340 fuochi. Due soli luoghi Biguglia, e Furiani oggi la compongono con 500 abitanti in terreni coltivi. In questa Pieve è situata la Bastia Capitale di tutto il Regno, residenza del Gouernatore, e del Vescovo che porta il titolo di Accia, e Mariana Città rouinate. »
« Capitoli stati conchiusi dalle Seren.ma Republica di Genova per la cessione fatta di tutto il Regno di Corsica alla Francia ». (Trad. « Des chapitres ont été conclus par la Sérénissime République de Gênes pour la vente de tout le royaume de Corse à la France. »
Le 15 mai, par le traité de Versailles, la Corse passe sous administration française.
- 1790 - Le 26 février, un décret de l’Assemblée nationale fixe le nom, l’étendue, les limites et les districts des 83 départements. La Corse est partagée en neuf districts (avant on disait juridictions) : Bastia, Oletta, A Porta, Cervioni, Corti, l’Isula Rossa, Aiacciu, Tallà et Vicu. Le district est partagé en cantons (avant on disait pievi), le canton en communes.

Le 28 août, la Constituante décrète que les tribunaux de district du département de la Corse seront établis à Bastia, Oletta, l’Isula Rossa, A Porta d’Ampugnani, Corti, Cervioni, Aiacciu, Vicu et Tallà.
- 1793 - Le 11 août, la Convention décide que les départements de l’île de Corse s’appelleront Golo (chef-lieu : Bastia, districts : Bastia, Calvi et Corte) et Liamone (chef-lieu : Ajaccio, districts : Ajaccio, Vico et Sartène)[4].